# Vellerot-lès-Belvoir
Vellerot-lès-Belvoir är en kommun i departementet Doubs i regionen Bourgogne-Franche-Comté i östra Frankrike. Kommunen ligger i kantonen Clerval som tillhör arrondissementet Montbéliard. År 2022 hade Vellerot-lès-Belvoir 95 invånare.

## Befolkningsutveckling
Antalet invånare i kommunen Vellerot-lès-Belvoir
Referens:INSEE